# Gallodactylus
Gallodactylus es un género extinto de pterosaurio galodactílido que pertenece al grupo de pterosaurios de cola corta Pterodactyloidea, que vivió a finales del período Jurásico (Titoniense), en lo que ahora es el occidente de Europa.
Este animal fue descrito y nombrado en 1974 por el paleontólogo francés Jacques Fabre, a un fósil que denominó como Gallodactylus canjuersensis. El nombre del género se refiere a la Galia, el nombre antiguo usado para referirse a la actual Francia, y el término griego dactylus, que traduce "dedo" y se utiliza a menudo en los nombres de pterosaurios, empezando por el propio Pterodactylus. La designación de la especie tipo se refiere a la localidad de Canjuers, en que fue descubierto.
El holotipo, MNHN CNJ-71, consiste en un esqueleto casi completo de un individuo inmaduro. Fabre notó de inmediato que la especie estaba estrechamente relacionada con otra ya conocida, Pterodactylus suevicus, y decidió removerlo del ya sobrecargado género Pterodactylus, trasladándolo a su nuevo género, de modo que sería renombrada como Gallodactylus suevicus. Previamente Harry Govier Seeley en 1870 ya le había dado a P. suevicus un nuevo género: Cycnorhamphus. Este nombre fue considerado por Felix Plieninger como inválido desde 1907, debido a que consideraba que Cycnorhamphus estaba basado en una supuesta mala descripción de los fósiles por Seeley y Fabre, guiándose por esa consideración, también dejó a un lado a Cycnorhamphus En 1996, Christopher Bennett, sin embargo, determinó que ese nombre científico descrito, aunque fuera una mala descripción no invaliba la prioridad de Cycnorhamphus y por lo tanto, Bennett sinonimizó a Gallodactylus con Cycnorhamphus, y la especie tipo de Gallodactylus sería C. canjuersensis. Algunos paleontólogos, sin embargo, siguen haciendo la distinción entre ambos géneros, que dada la escasez de fósiles se mantiene como una decisión por conveniencia

## Descripción
Gallodactylus difiere de Cycnorhamphus en sus proporciones: el húmero y la tibia son relativamente cortos, y los huesos medios de la mano más alargados. La prominencia o cresta de la cabeza apuntaba hacia atrás y hacia abajo. De acuerdo a Bennett esto puede representar variación individual dentro de una misma especie y por lo tanto se ha especulado que Gallodactylus y Cycnorhamphus suevicus son prácticamente idénticos. La única diferencia real que él observó es en la parte frontal de la mandíbula: en el holotipo de Gallodactylus la mandíbula superior se curva hacia arriba y la inferior se curva hacia abajo, de modo que en la parte anterior las mandíbulas no se juntan cuando la boca se cerraba, mientras que sus dientes son mayores y más ampliamente espaciados que en C. suevicus; esto podría ser una distorión del fósil pero a falta de mayor evidencia se acepta la descripción del mismo hecha por Fabre.
Alexander Kellner por el contrario, sigue tratando a ambos de forma separada y los agrupa en 2003 en el clado Gallodactylidae. Fabre consideró que Gallodactylus se ubicaba dentro de la subfamilia Gallodactylinae, dentro de Pterodactylidae, pero ambas ideas ahora se consideran obsoletas. Lü et al., al describir en 2011 a un nuevo pariente asiático de estos pterosaurios, Gladocephaloideus, siguieron la opinión de Kellner de que ambos géneros eran distintos y tentativamente válidos, evitando así más confusiones taxonómicas, y clasificaron a Gladocephaloideus en Gallodactylidae.
Gallodactylus era un pterosaurio mediano, de 1.30 metros de envergadura, que usaba su peculiar hocico dentado para buscar pequeños animales (sobre todo invertebrados) entre el fango.